# Jouy-le-Potier
Jouy-le-Potier település Franciaországban, Loiret megyében. Lakosainak száma 1631 fő (2022. január 1.). Jouy-le-Potier Cléry-Saint-André, Ardon, Dry, La Ferté-Saint-Aubin, Lailly-en-Val, Ligny-le-Ribault és Mézières-lez-Cléry községekkel határos.

## Népesség
A település népességének változása:
| Lakosok száma | 551  | 856  | 1187 | 1351 | 1319 | 1342 | 1350 | 1440 | 1504 | 1631 |
|               | 1968 | 1982 | 1990 | 2006 | 2013 | 2015 | 2017 | 2019 | 2020 | 2022 |